# 몬스터 주식회사
《몬스터 주식회사》(영어: Monsters, Inc.)는 2001년에 개봉한 디즈니와 픽사제작의 장편 CG 애니메이션 만화이다. 픽사의 장편 애니메이션 작품으로서는 4번째 작품이다.
2001년의 아카데미상에서 작곡상, 주제가상, 음향 효과상, 장편 애니메이션상 후보에 올라 그 중 주제가상을 수상했다.
2013년 6월 21일 미국에서 프리퀄인 《몬스터 대학교》가 개봉되었다.

## 줄거리
몬스터 주식회사는 아이들의 비명 소리를 원천으로 그들의 세계에 에너지를 공급하고 있다. 사원(몬스터)들의 임무는 인간 세계로 잠입하여 아이들을 놀라게 하고, 그들의 비명소리를 모아오는 것이다. 푸른 털에 보라색 반점을 가진 몬스터 설리는 가장 뛰어난 사원이다. 그가 벽장 안에 숨어 있다가 모습을 드러내면 아이들은 가장 크고, 힘차게 비명을 지른다.
설리의 절친한 친구이자 룸메이트인 마이크는 자그마한 몸집에 커다란 눈 하나가 달린 초록색 괴물이다. 여느 때와 다름없이 일을 나갔던 제임스와 마이크는 실수로 부라는 이름의 어린이 하나를 몬스터의 세계로 데려오게 된다. 그러나 몬스터의 세계에서 어린이는 가장 독성이 강한, 위험 천만한 대상으로 여겨지기 때문에 어린이를 데려오는 것은 절대 금물이다. 매니저에게 문책당할 것을 두려워하는 이들은 ‘Child Detection Agency’에게 들키기 전에 부를 다시 인간 세상으로 돌려보내려고 하지만 쉽지 않다.
부가 놀라 울음을 터트리자 창이 깨지고 전기가 나가버린다. 결국 설리와 마이크는 부를 달래 잠을 재운다. 어떻게든 부를 돌려보내려 안간힘을 쓰지만, 그 와중에 설리는 부와 정이 들게 된다. 결국 그들의 계획은 들통이 나지만 몬스터 주식회사 사람들은 아이들의 비명소리보다 웃음소리에 훨씬 더 많은 에너지가 있음을 께닫게 된다.

## 등장 인물
- 설리-풀네임은 제임스 P 설리반(James P. Sullivan). 몬스터 주식회사의 유능한 핵심멤버인 '공포협박단'의 일원이다. 비명 에너지 획득량은 언제나 상위권. 2.5m의 거구에 보라색 반점이 있는 청록색의 털복숭이. 매일 근력 트레이닝을 빠뜨리지 않고 꽤 민첩하다. 몬스터 시티 시민에게 동경의 대상이다. 워터누즈 사장에게서 배운 고함 소리는 지금 사장조차도 놀라게 할 수 있을 만큼 강력하다. 부를 만나고 나서는 처음에는 부를 단지 무서워만 했지만, 나중에 다시 본래의 세계로 보낼 때에는 정이 든다. 그리고 마이크도 질질 끌어 들여 버린다. 사건 해결 후에는 체포된 워터누즈 뒤를 이어 4대 사장이 되어, 무서워하게 하는 대신에 아이를 웃겨 에너지를 공급하는 시스템으로 몬스터 주식회사를 재가동시켰다. 성우는 존굿맨/김진태 (배우)/한복현/이나다 테츠/고리 다이스케/야마데라 코이치
- 마이크-풀네임은 마이클 마이크 와조스키(Michael Mike Wazowski). 설리의 룸메이트이자 업무 면에서도 최고의 실력을 자랑하는 초록색 외눈박이 괴물이다. 아이들을 놀라게 하는 일을 자신의 천직으로 여기며 살고 있다. 성격은 급하지만 놀라운 입담과 재치는 동료들 사이에서도 유명하다. 성우는 빌리 크리스탈/이인성 (성우)/장광/키모츠키 카네타/ 야시로 슌/카자마 유토
- 부-본명은 이 역할의 목소리를 맡은 아역배우의 이름을 딴 매리 깁스(Mary Gibbs). 에너지를 모으는 작업을 끝낸 뒤 남은 문 한 개에서 나온 두 살 정도의 여자 아이. 설리를 「냐옹이」이라고 불러 따른다. 또 마이크의 이름도 기억하고 있다. 설리와 마이크는 의자의 천과 자루걸레와 전구로 몬스터로 변장시켜 회사에 데리고 가, 그녀를 인간계에 돌려 보내려고 한다. 몬스터 둘과 부, 셋이 이별을 고한 후 도어는 처분되어 버렸지만, 마이크의 손에 의해서 복구되어 설리가 보관해 둔 도어의 일부분을 다시 끼움으로서 재회할 수 있었다.
- 랜달-풀네임은 랜달 보그스(Randall Boggs). 8개의 손발을 가진 도마뱀으로, 카멜레온처럼 몸의 색깔을 바꿀 수 있다. 사라지는 일도 가능. 인정 사정이 없는 냉혹한 인물로 수단을 선택하지 않기 때문에 다소 무서운 인물이다. 늘 2인자로 생각해 설리에게 라이벌 의식을 갖고 있다. 설리를 노예로 하려고까지 생각하고 있다. 이후 2021년에 워터누즈 사장이 경찰에 체포되어 감옥에 끌려간 후에 설리가 몬스터 주식회사에 사장이 된 후에 일을 다룰 스핀오프작인 몬스터 근무일지가 나왔는데 랜달이 돌아오는 일은 없었으며 랜달이 어떻게 됐는지 확실치 않게 돼었다.(몬스터 세계에 돌아 왔다고 해도 워터누즈 사장가 함께 악행을 저질렀 으므로 체포되어 감옥에 갔을 확률이 높으며 감옥에 가지 안왔어도 지명수배가 됐을 것이며 운좋게 죄를 면했어도 몬스터 주식회사가 비명에너지가 아닌 웃음에너지를 모으는 회사로 변했기 때문에 더 이상 설리반을 겁주기로 이긴다는 목표도 없어지게 됐으니 몬스터 주식회사에 적응을 못했거나 아예 돌아오지 않았을 수도 있다. 랜달이 돌아오지 못하는 또다른 이유로 추측 되는건 어떤 소년과 소년의 엄마에게 집에 기어 들어온 악어 취급을 받으며 삽으로 실컷 두들겨 맞았기 때문에 삽에 맞아 죽었다는 추측이나 의견도 있다.) 성우는 스티브 부세미/김익태/세키 토모카즈/카미야 히로시
- 워터누즈-풀네임은 헨리 J 워터누즈(Henry J. Waternoose). 몬스터 주식회사 사장으로, 조부가 시작한 회사를 3대째 계승하고 있다. 눈도 여러 개, 다리도 8개나 되는 괴물이다. 50여년전 '공포협박단'의 일원으로 활동을 개시한 이래 지금은 회사에 헌신하는 성실한 인물. 설리에게 기대와 신뢰가 있는 한편, 실적 부진에 고민하고 있다. 성우는 제임스 코번/김현직/가토 세이조
- 셀리아(Celia Mae)-몬스터 주식회사의 접수대에서 일하는 여인. 마이크와 열애중. 손발이 촉수이고, 머리카락이 모두 뱀이다. (메두사를 생각하면 된다.) 마이크는 그녀를 「허니」라고 부르고, 그녀는 마이크를 「외눈」이라고 부르고 있다. 다만 싸울 때는 본명을 부른다.
- 조지 샌더슨(George Sanderson) 오렌지색에 뿔 하나 달린 괴물. 작중 최고로 불쌍하고 안습한 등장인물이다. 초반부에 애들을 겁주고 나오다가 몸에 양말이 붙어 2319에 발령되고 결국 몸에 있던 모든 털이 다 밀리고 만다. 그후 중반부 에서도 다시 재등장 하는데 이때는 서랍에서 본인 물건을 찾다가 마이크가 설리가 어디있는지 아냐고 묻자 모른다며 미안하다고 말하고 웃으면서 본인 서랍에 있는 물건을 찾다가 본인 서랍에 또 양말이 들어 있어서 또 몸에 양말이 묻게되고 결국에 또 2319에 발령된다. 몸에 있던 털은 이미 다 밀렸기 때문에 털없는 상태에서 또 목욕을 해야했다. 그후 후반부에도 재등장한다. 하필 조지가 문을 열어서 들어가려고 하는 순간 설리가 나타나 설리와 부딪친다. 설리는 조지와 부딪친후 조지에게 사과하고 자기 갈길을 간다. 설리가 간후 파트너 찰리는 설리를 어이없게 보는 순간 또 조지 몸에 또 양말이 붙자 찰리가 또 2319를 상황을 외치려는 순간... 조지는 또 당하기가 싫어서 파트너 찰리의 목을 잡고 자기 몸에 묻은 양말을 강제로 입에 쑤셔넣어 문 저편으로 보내버린다. 그후에 조지는 속 시원하다면서는 휘파람을 분다. 그후 털이 다시 자라나게 되었고 설리가 새로운 사장이 된뒤 폭소층에서 일하게 된다. 성우는 샘 블랙/유해무/긴가 반죠/사성웅/사무엘 로드 블랙/나가사코 타카시

## 목소리 출연
- 왼쪽이 영어,오른쪽이 한국어판.

- 설리: 존 굿맨/김진태
- 마이크: 빌리 크리스털/이인성/장광(몬스터 트럭 주식회사)
- 부: 매리 깁스/송예나
- 랜달: 스티브 부세미/김익태
- 워터누즈: 제임스 코번/김현직
- 셀리아: 제니퍼 틸리/김옥경
- 로즈: 밥 피터슨/나수란
- 예티: 존 라첸버거/박상일
- 펀거스: 프랭크 오즈/이호인
- 조지 샌더슨: 샘 블랙/유해무

## 같이 보기
- 컴퓨터 애니메이션 영화 목록